# Benito Juárez (Michoacán)
Benito Juárez, nombrado así en memoria del benemérito de las Américas Benito Juárez.  Anteriormente llamado Laureles, es un pueblo cabecera municipal del Municipio de Juárez, ubicado en el kilómetro 25 del tramo Zitácuaro-Huetamo de la carretera federal no.51, en el valle de Laureles; su distancia lineal respecto a la capital del Estado (Morelia) es de 92 km. Benito Juárez se localiza en la frontera de lo que fue el Imperio Azteca y el Imperio Purépecha; encontrándose vestigios de ambas civilizaciones en lo que fue la Hacienda Santa Bárbara Laureles (Hoy Benito Juárez).
Cuenta con una plaza cívica dedicada al Benito Juárez, y un jardín comunitario.

## Geografía

### Ecosistemas
Domina los bosques; bosque mixto, con pino y encino, bosque tropical caduco, con guaje,  ziranda , tepeguaje, cirián, puchote, parota, y mango.

### Fauna
Su fauna la conforman la liebre, coyote, comadreja, cacomixtle, mapache, ardilla, armadillo, conejo, zorrillo, tlacuache, tejón y aves como gavilán, águila, aguililla, calandria, pájaro carpintero, codorniz, colibrí, cotorra y cuervo.

## Monumentos históricos
- Capilla de Santa Isabel
- Parroquia de Nuestra Señora de Guadalupe
- Zona con ruinas en la cabecera municipal
- Ruinas del molino de azúcar del siglo XVI
- Arco triunfal del siglo XVI en el centro de Benito Juárez (la campana).